# Parken Zoo
Parken Zoo är en djurpark, lekpark och nöjespark i Eskilstuna. Parken Zoo är medlem i EAZA och Svenska Djurparksföreningen (SDF). Parken Zoo ägs av investmentbolaget Mimir Invest AB och VD är Sofia Larsson och styrelsens ordförande är Henry Selenius.

## Parken Zoos historia
Den 3 juli 1898 invigdes Eskilstuna Folkets Park som en av Sveriges första folkparker. Parken Zoo var platsen både för bildandet av Folkparkernas Centralorganisation och folkparksteatern premiär. I början av 1950-talet tillkom djurparken. Entréavgift började tas 1954; den var då 50 öre för vuxna och 25 öre för barn. Djurparken utökades gradvis och hade 1956 ca 200 djur av olika slag, bland annat elefanter. En av dessa, den asiatiska elefanten Merry var ett pris i en tävling, av AB Bjäre Industrier i Karpalund, Kristianstads kommun, som producerade en svensk läsk som hette Merry, och där vinnaren kunde vinna elefanten Merry eller en Rolls-Royce om man samlade in kapsyler. Vinnaren av elefanten avböjde att äga elefanten Merry, vilken 1964 hamnade i Parken Zoo i Eskilstuna, och såldes vidare till okänd ort mellan 1967 och 1969. Parkens sista elefant, den asiatiska elefanten Tanja, såldes på hösten 1982 till Borås djurpark, som sällskap till de unga afrikanska elefanterna Nyoka och Ndogo, som anlänt till Borås från Krugerparken 1979.
I parken finns ett betydande antal av Eskilstunas skulpturer.
Den 24 maj 2016 såldes djurparken till företaget Mimir Capital AB för en krona av Eskilstuna kommun som behöll ägandet av  marken.

## Djurparken
Parken Zoo är uppdelad efter världsdelarna Australien, Afrika, Asien, Sydamerika samt anläggningen "Lilla Zoo" med Barnens reptilhus. I djurparken finns en del udda djurarter som enbart finns i Parken Zoo av Sveriges djurparker som jätteutter, fossa och trädleopard.

## Nöjesparken
Inne i nöjesparken finns ett tivoli med flera åkattraktioner och lotteristånd. Där finner man även en slushbar och restaurangen Jammie samt Karusellen som är en mindre souvenirshop och kafé.
Inom nöjesparkens område ligger även teaterscenen och stora scenen. På stora scenen uppträder varje år olika artister. Genom åren har bland annat Abba, Carola, Darin och Kent uppträtt där. Olika teaterföreställningar spelas varje år under högsäsong på teaterscenen. Säsongen 2008-09 spelades "Fantomens Födelsedag" och 2010 spelades "Apornas Hemlighet".
Åkattraktioner som finns i nöjesparken är Ballongfärden, Skepp-och-skoj (2010), Flying Frog, Djungeltåget, Barnkarusellen, Radiobilarna, Masken, Flygfärden, Lilla Tropicarallyt (veteranbilar), Virveln, Tekopparna, Svingkul, Piratfallet (2011) samt Krokodilsafari. Pirata ersattes med Piratfallet som hade premiär sommaren 2011.
Mellan 1986 och 2009 fanns ett Fantomenland som en del av Parken Zoo i Eskilstuna, ersattes med Kalle Kunskaps Ordköping mellan 2010 och 2015. Sedan 2016 finns Wilma & Morris lekland på den platsen.

## Badet
I anslutning till Parken Zoo finns ett tempererat utomhusbad kallat Parkenbadet som invigdes 1981. Där finns en 50 m simbassäng, en lite mindre  
badbassäng för barnen och en liten plaskbassäng för de absolut minsta barnen. Bassängerna värms upp med ström från 500 m² solpaneler. Där finns också en Beachvolleybollplan och en mindre lekplats. Fram till år 2000 fanns det också två vattenrutschbanor, den ena med sina 90 m var vid invigningen den längsta i Europa. Vattenrutschbanorna togs dock bort inför säsongen 2001 och istället övergick utrymmet till Parken Zoo som byggde ett hägn till sina vallabyer på platsen. 2008 öppnades en servering i den lokal som tidigare varit värmestuga.

## Kritik
Under 2012 och 2013 fick Parken Zoo utstå stor kritik, bland annat i tv-programmet Kalla fakta, där det bland annat påstods att man avlivat sällsynta och utrotningshotade djur för att ge plats åt andra djur. Länsstyrelsen i Sörmland har också kritiserat organisationen och bett åklagare att undersöka om Parken Zoo har gjort sig skyldiga till brott om artskydd eller ej.
I juli 2006 omkom en anställd vid attraktionen JetStar efter att han blivit påkörd av en berg-och-dalbanevagn.

## Bildgalleri

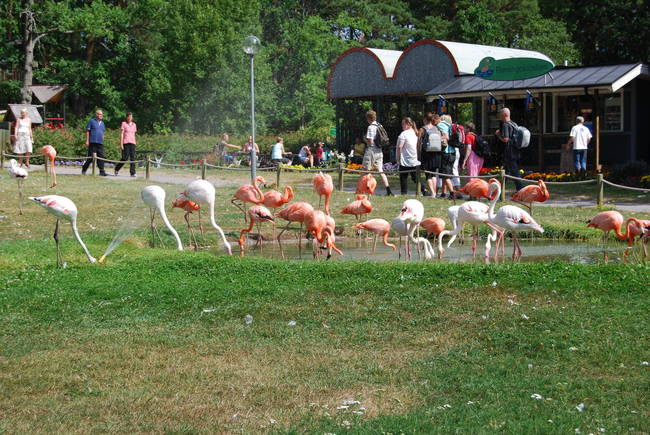
Flamingodalen.
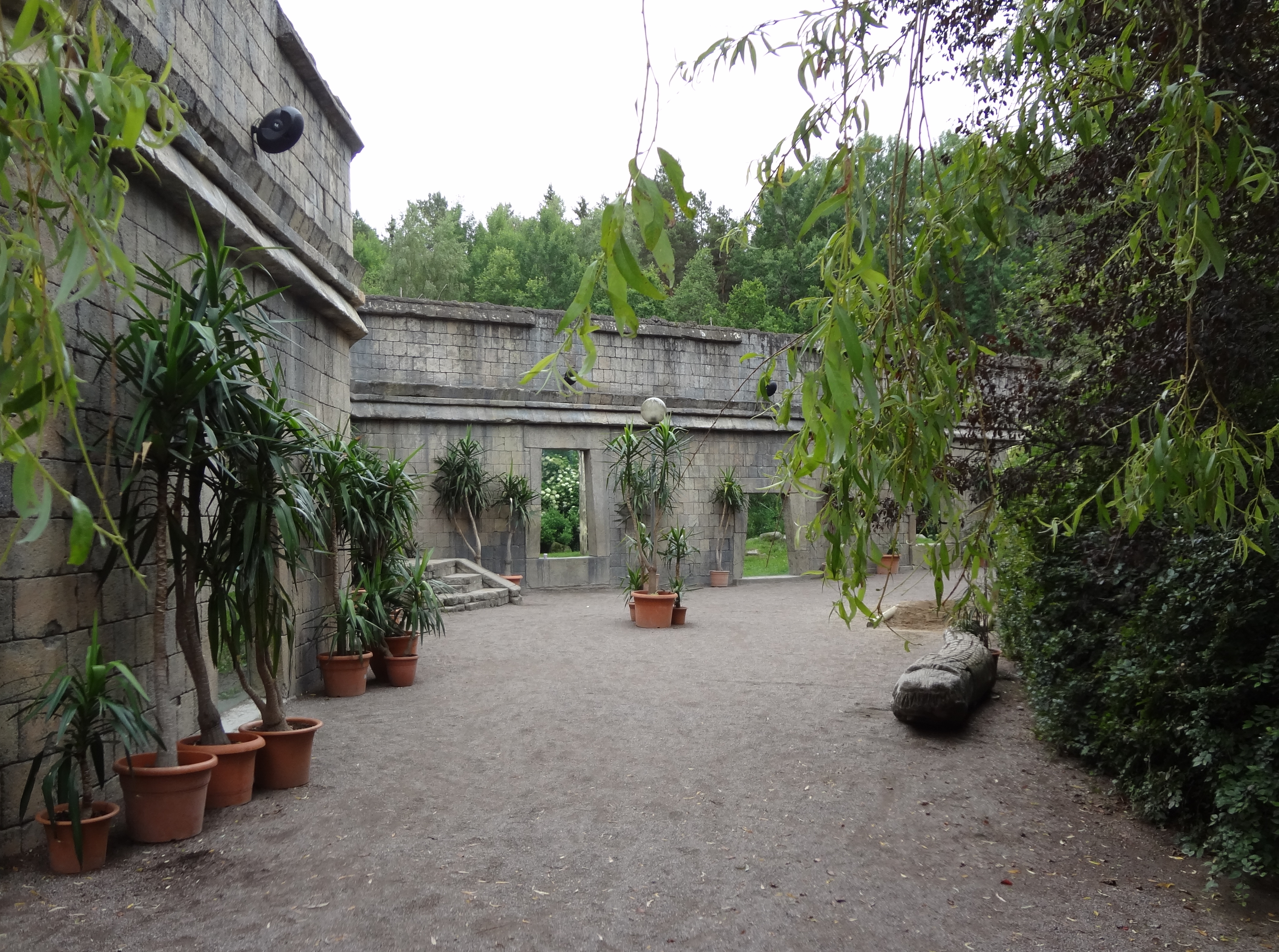
Sydamerikadelen år 2014.
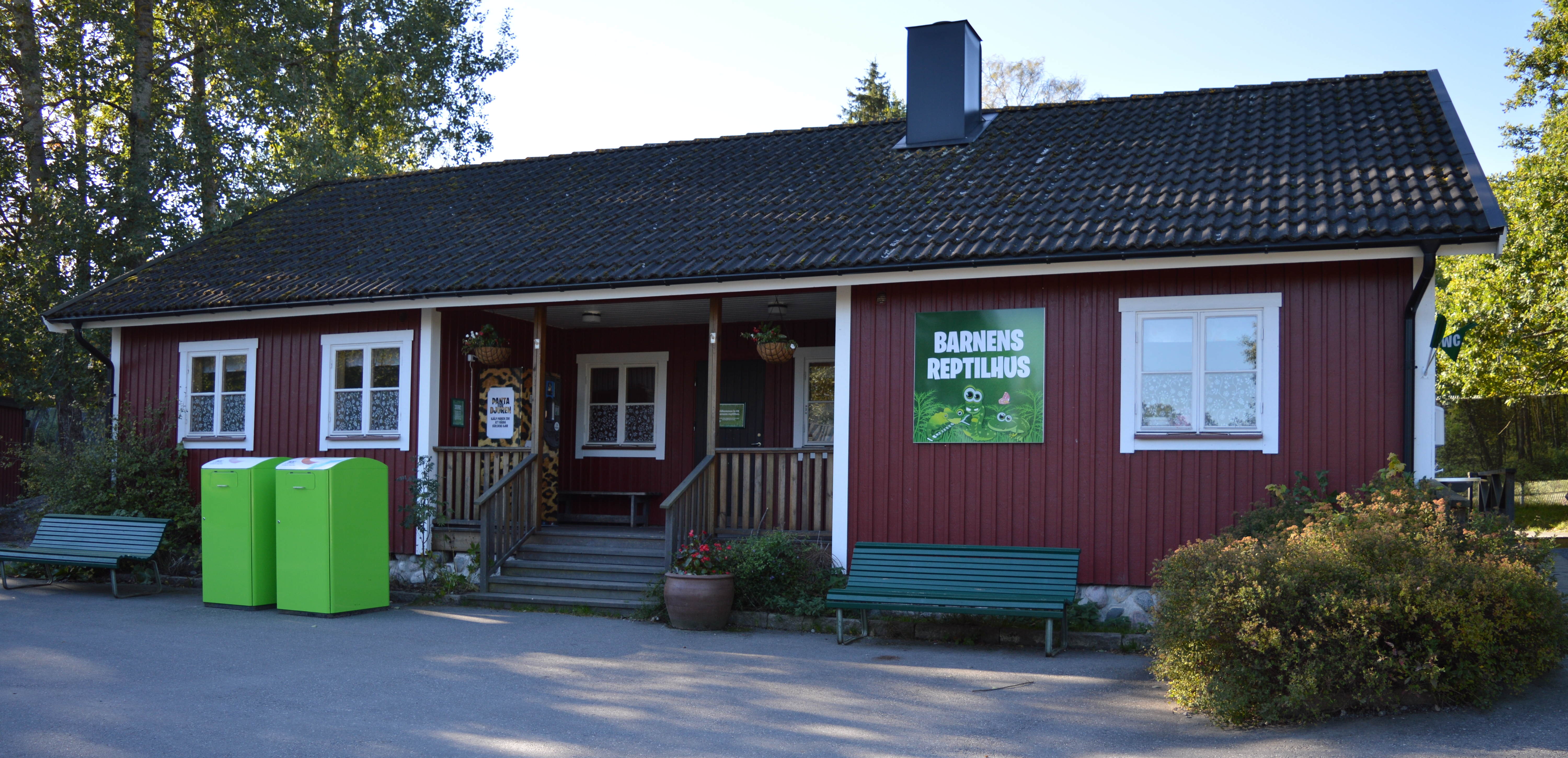
Barnens reptilhus.
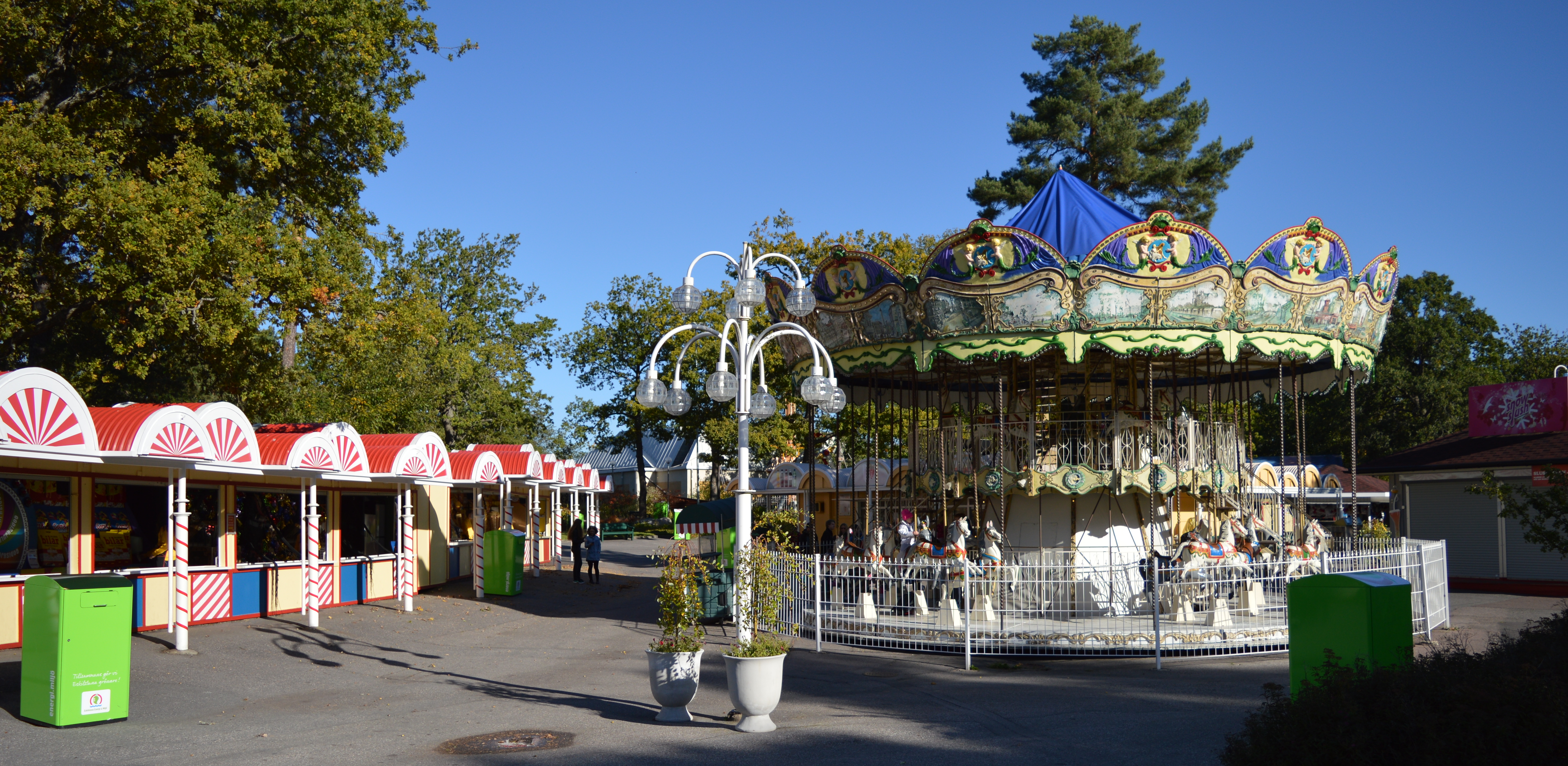
Nöjesparken med tivolit i Parken Zoo.
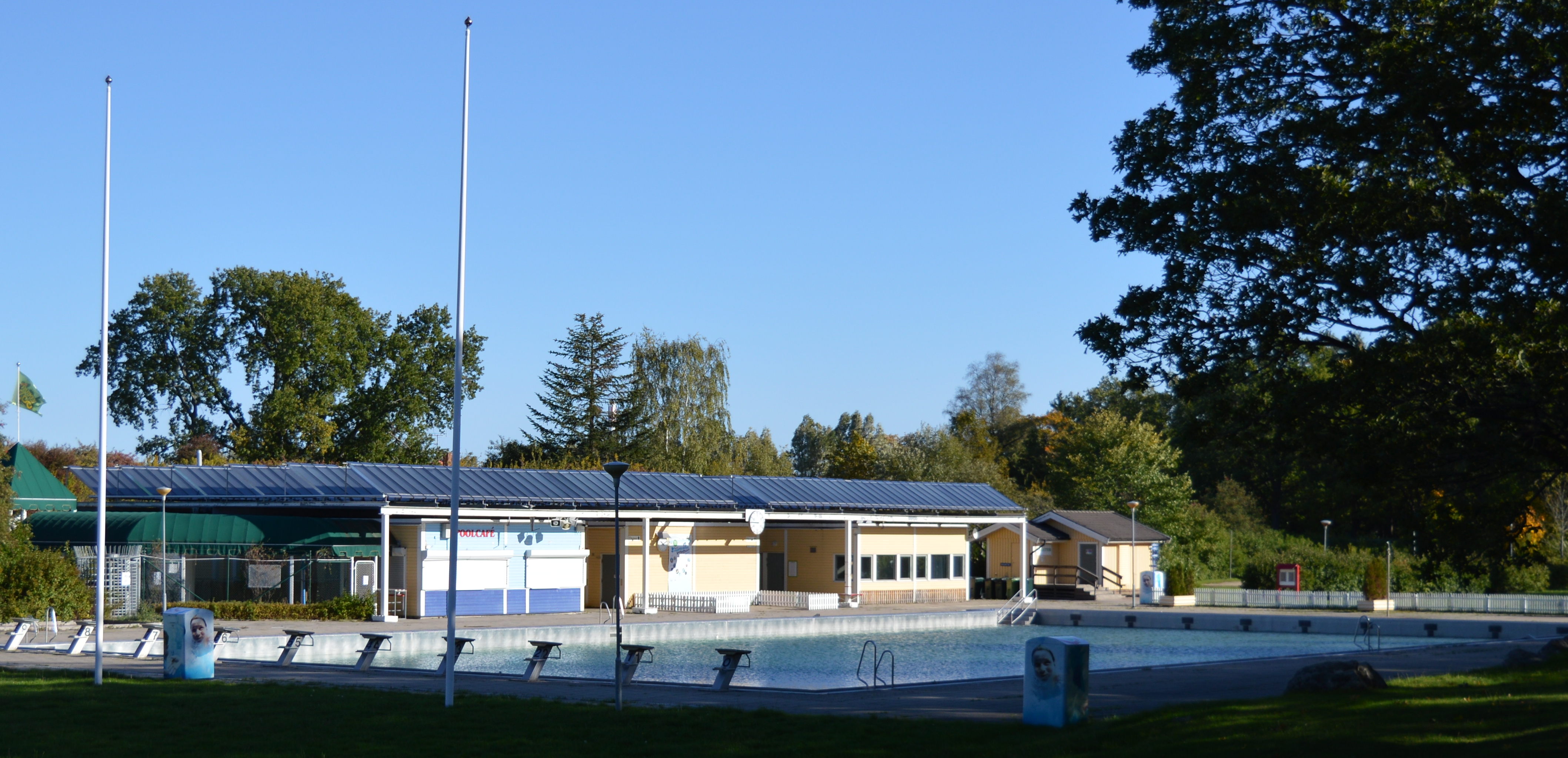
Parkenbadet sett från Parken Zoo.